# Ренде
Вижте пояснителната страница за други значения на Ренде.
Рѐнде (на италиански: Rende) е град и община в Южна Италия, провинция Козенца, регион Калабрия. Разположен е на 480 m надморска височина. Населението на общината е 34 739 души (към 2013 г.).